# Tomber sept fois, se relever huit
Tomber sept fois, se relever huit est un livre autobiographique de Philippe Labro écrit en 2003. L'auteur y décrit la dépression qu'il a connue entre 1999 et 2001 : son entrée, le douloureux passage, et sa lente sortie.

## Résumé
En octobre 1999, Philippe Labro est frappé par la dépression, au moment où, après quinze ans comme directeur général des programmes de RTL, il devait être nommé président de la station de radio l'année suivante. Il se retrouve à l'hôpital, puis sous antidépresseurs pendant huit mois. Il reprend peu à peu goût à la vie. 
Cette dépression dure à peu près un an et demi, jusqu'au printemps 2001 où il est membre du jury du Festival de Cannes.

## Accueil critique
Pour L'Express, Philippe Labro « réussit à raconter de l'intérieur ce qu'il a vécu pendant ces longs mois, il nous fait partager cette souffrance pourtant difficile à imaginer lorsque l'on n'est pas passé par là ».
Les Échos apprécie que « Raconter, Philippe Labro le fait donc, ici, sans enjoliver ».
Pour La Dépêche du Midi, « Philippe Labro dans cet exercice périlleux où il s'agit de tenir l'équilibre entre le narcissisme et l'impudeur, le tolérable et l'intolérable, entre le désespoir et l'espoir, joue en finesse ».
Pour Éducation Santé, « Si Philippe Labro décortique le parcours vers la dépression situationnelle qu’il a vécue […], il reconnaît la « part de mystère dans la maladie » ».

## Livres audio
- Philippe Labro, Tomber sept fois, se relever huit, La Roque-sur-Pernes, Éditions VDB, octobre 2004 (ISBN 978-2-84694-228-7, BNF 40227065)Narrateur : Christophe Caysac ; musique : Thierry Duhamel ; support : 5 disques compacts audio ; durée : 5 h 39 min environ ; référence éditeur : Livres audio V.D.B. VDB058.
- Philippe Labro (auteur et narrateur), Tomber sept fois, se relever huit : texte intégral suivi d'un entretien exclusif avec l'auteur, Paris, Audiolib, 28 mai 2008 (ISBN 978-2-35641-024-5, BNF 41266925)La narration est suivie d'un entretien avec l'auteur ; support : 1 disque compact audio MP3 ; durée : 6 h environ ; référence éditeur : Audiolib 25 0024 7.